# Aruna Irani
Aruna Irani (Bombay, 18 augustus 1946) is een Indiaas actrice die voornamelijk in Hindi films speelt.

## Biografie
Aruna Irani stopte op jonge leeftijd met school om haar familie financieel te ondersteunen, ze begon haar filmcarrière als kind in 1958. Irani heeft in meer dan 500 films en televisieseries een rol vertolkt. Ze is veelal te zien in bijrollen of karakterrollen.
Ze is de nicht van actrice Bindu.

## Selectie films
- Gungi Ladki (1961)
- Anpadh (1962)
- Nartaki (1963)
- Jahanara (1964)
- Ganga Ki Lahren (1964)
- Farz (1967)
- Patthar Ke Sanam (1967)
- Upkar (1967)
- Aya Sawan Jhoom Ke (1969)
- Anjaan Hai Koi (1969)
- Oos Raat Ke Baad (1969)
- Jyoti (1969)
- Samay Bada Balwan (1969)
- Humjoli (1970)
- Aan Milo Sajna (1970)
- Naya Zamana (1971)
- Man Mandir  (1971)
- Ek Paheli (1971)
- Johar Mehmood in Hong Kong (1971)
- Ek Naari Ek Brahmchari (1971)
- Caravan (1971) as Nisha
- Buddha Mil Gaya (1971)
- Andaz (1971)
- Sanjog (1972)
- Garam Masala (1972)
- Bombay to Goa (1972)
- Bobby (1973)
- Do Phool (1973)
- Prem Nagar (1974)
- Roti Kapda Aur Makaan (1974)
- Har Har Mahadev (1974)
- Mili (1975)
- Do Jasoos (1975)
- Khel Khel Mein (1975)
- Ranga Khush (1975)
- Deewaar (1975)
- Bhanwar (1976)
- Charas (1976)
- Sangram (1976)
- Fakira (1976)
- Zindagi (1976)
- Laila Majnu (1976)
- Duniyadaari (1977)
- Khoon Pasina (1977)
- Shalimar (1978)
- Jaani Dushman (1979)
- Kartavya (1979)
- Surakshaa (1979)
- Aas Paas (1980)
- Hum Paanch (1980)
- Judaai (1980)
- Kali Ghata (1980)
- Karz (1980)
- Morcha (1980)

- Phir Wohi Raat (1980)
- Qurbani (1980)
- Rocky (1981)
- Love Story (1981)
- Thee (1981) Tamil film
- Yaarana (1981)
- Kudarat (1981)
- Ammakkorumma (1981) Malayalam film
- Lawaaris (1981)
- Angoor (1982)
- Bemisal (1982)
- Brij Bhoomi (1982)
- Bade Dil Wala (1983)
- Thai Veedu (1983) Tamil film
- Jhutha Sach
- Mawali (1983)
- Pet Pyaar Aur Paap (1984)
- Ghar Ek Mandir (1984)
- Bhago Bhut Aaya (1985)
- Dikri Chaali Sasariye (1985)
- Lallu Ram (1985)
- Naache Mayuri (1986)
- Diyavaan (1987)
- Shahenshah (1988)
- Chaalbaaz (1989)
- Doodh Ka Karz (1990)
- Bandh Darwaza (1990)
- Jungle Love (1990)
- Phool Aur Kaante (1991)
- Brahmarshi Vishwamitra (1991)
- Beta (1992)
- Umar 55 Ki Dil Bachpan Ka (1992)
- Annayya (1993) Kannada film
- Hum Hain Kamaal Ke (1993)
- Raja Babu (1994)
- Laadla (1994)
- Suhaag (1994)
- Bewafa Sanam (1995)
- Indian (1996)
- Chhote Sarkar (1996)
- Hameshaa (1997)
- Dil To Pagal Hai (1997)
- Saaz (1998)
- Saazish (1998)
- Kudrat (1998)
- Doli Saja Ke Rakhna (1998)
- Zulmi (1999)
- Haseena Maan Jaayegi (1999)
- Hum Tumhare Hain Sanam (2002)
- Khatta Meetha (2010)
- Mitwaa (2015)
- Chaal Jeevi Laiye! (2019) Gujarati film
- Ghudchadi (2024)